# 코르비니아노
성 코르비니아노(라틴어: Sanctus Corbinianus, 670년 - 730년 9월 8일)는 프랑크족 출신의 주교이며 로마 가톨릭교회의 성인이다. 축일은 9월 8일이다.

## 생애
코르비니아노는 프랑크 영토인 물랭 근처 샤트르에서 태어났으며, 본명은 발데키소(Waldegiso)였다. 그의 본명은 아버지의 이름을 따른 것이었는데, 아버지가 죽은 뒤에는 어머니의 이름인 코르비니아나(Corbiniana)에서 따온 코르비니아노로 이름을 바꾸었다. 코르비니아노의 어린 시절에 대해서는 프라이징의 주교 알베소가 쓴 《Vita Corbiniani》 외에는 알려진 바가 없다.
어머니마저 죽자 코르비니아노는 오를레앙에 있는 생제르맹 성당에 몸을 바쳐 14년 동안 은수자로 살았다. 얼마 후 그의 명성을 듣고 수많은 사람들이 그의 암자로 몰려와 제자를 청하였다. 그 탓에 마음이 산란해진 코르비니아노는 번잡함을 피해 떠나기로 결심하고 신속히 사도 가운데 한 사람인 성 베드로의 무덤이 있는 로마로 갔다. 로마에 있는 동안, 그의 재능을 알아본 교황 그레고리오 2세는 그에게 바이에른에 복음을 전할 것을 권고하였다. 그레고리오 2세는 서둘러 코르비니아노를 주교로 임명한 후에 프랑크 출신 바이에른 공작 그리모알트에게 사절로 파견하였다. 코르비니아노는 724년에 바이에른에 도착했을 것으로 추정된다.
코르비니아노는 프라이징 인근에 있는 산을 즉시 성역으로 삼아 그곳에 베네딕도회 소속 수도원과 학교를 건립하였고, 자신의 동생 에렘베르토가 그곳을 운영하게 하였으나 얼마 안가 사망하였다. 738년, 성 보나파시오가 교회조직을 새로이 정비하면서 바이에른 공령에 네 번째 주교관구로 설치된 마인츠 대주교로 착좌하였으며, 에렘베르토가 맡았던 프라이징의 초대 주교도 겸임하였다.
이주한 지 얼마 지나지 않아, 코르비니아노는 그리모알드가 자기 동생의 미망인인 빌트루디스와 결혼한 것을 두고 두 사람에게 근친상간을 범했다며 크게 비난하였다. 이에 자극받은 그와 그의 새 아내는 코르비니아노의 비난에 화내며 분통하게 여겼다. 결국 빌트루디스는 코르비니아노의 암살을 모의하기에 이른다. 코르비니아노는 그라모알드와 빌트루디스가 자신을 죽이려 한다는 사실을 눈치채고 달아나 725년에 침략자들이 오기 전까지 바이에른에서 벗어났다. 그는 그리모알드의 후계자 휴베르트가 보낸 초청을 받고 돌아와 730년에 죽을 때까지 프라이징에 머물렀다.
코르비니아노의 일대기를 저술한 아르베오 주교의 기록에 따르면 코르비니아노의 유해는 처음에는 메란에 매장되었으나, 769년에 프라이징으로 이장되었다고 한다.

## 회화
성 코르비니아노의 일생을 담은 그림으로 프라이징 대성당의 납골벽에 그려져 있다.

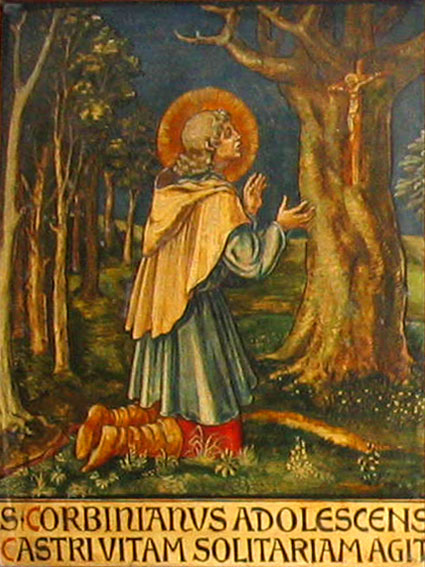
S. Corbinianus adolescens - Castri vitam solitariam agit - 성 코르비니아노가 청년 시절에 은수생활을 하기로 결심하다
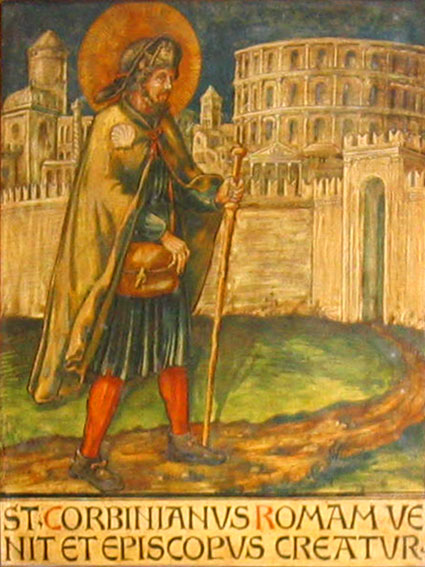
St. Corbinianus Romam venit et episcopus creatur - 성 코르비아노가 로마로 가서 주교가 되다
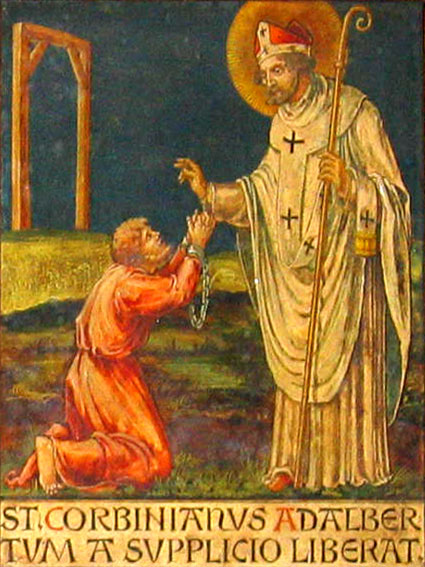
St. Corbinianus Adalbertum a supplicio liberat - 성 코르비니아노가 구애받지 않고 아달베르트의 겸손한 간청을 받아들이다
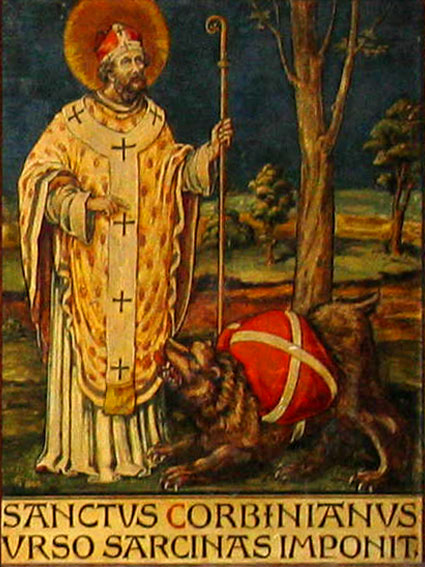
Sanctus Corbinianus urso sarcinas imponit - 성 코르비니아노가 곰에게 자신의 짐을 지고 갈 것을 명령하다
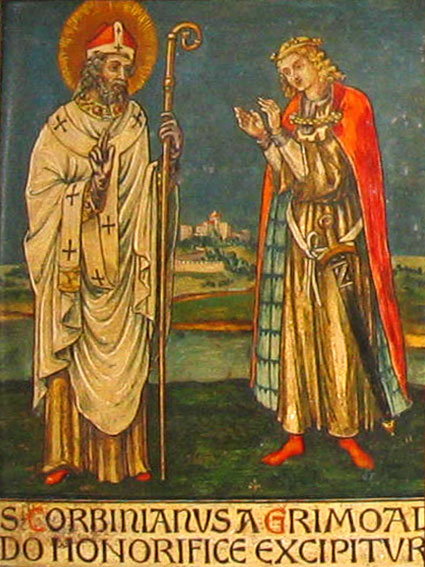
S. Corbinianus a Grimoaldo honorifice excipitur - 성 코르비니아노가 그리모알드를 정중히 비판하다
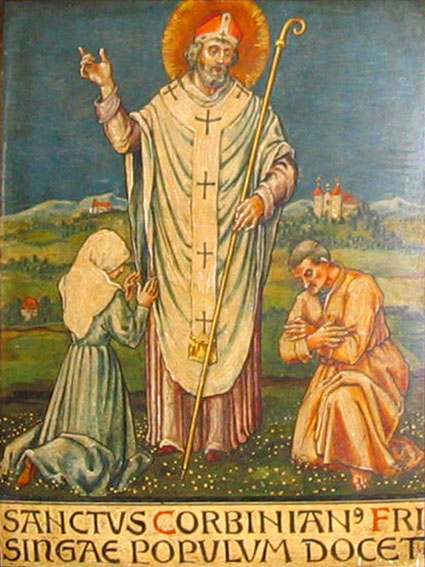
Sanctus Corbinian' Frisingae populum docet - 성 코르비니아노가 프라이징 주민들을 가르치다
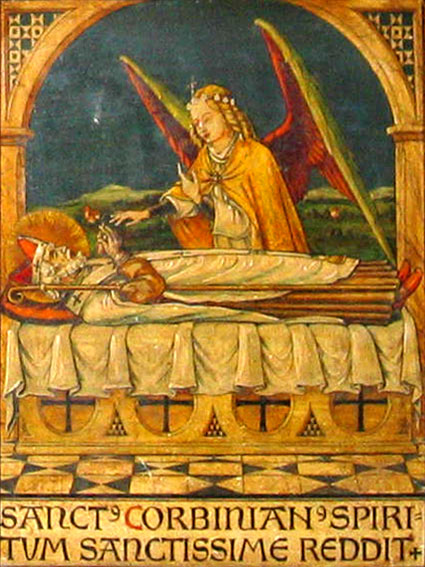
Sanct' Corbinian' spiritum sanctissime reddit - 성 코르비니아노의 영혼이 장엄하게 하늘나라로 올라가다
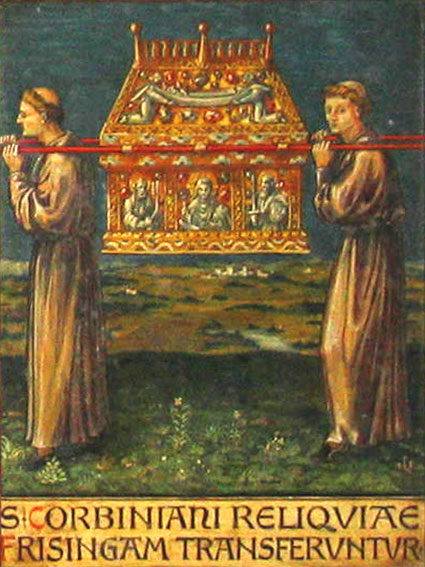
S. Corbiniani reliquiae Frisingam transferuntur - 성 코르비니아노의 유골을 프라이징으로 옮기다